# عسر الحساب
عسر الحساب و يُطلق عليه أيضاً عجز في الرياضيات، وهو نوع محدد من اضطرابات التعلم يشمل صعوبة فطرية في تعلم أو استيعاب الحسابات الرياضية و هو قريب لعسر القراءة dyslexie، يتضمن صعوبة في فهم الأرقام وتعلم كيفية ضربها وتعلم النظريات الرياضية وعدد من الأعراض المُشابهة، على الرغم من عدم وجود نطاق مُحدد لصعوبة التعلم.
عجز الرياضيات يمكن أن يحدث أيضًا نتيجة لبعض أنواع إصابة الدماغ، وفي هذه الحالة يُطلق على الإعاقة acalculia أو تعذر الحساب للتفريق بينها وبين عسر الحساب (ديسكالكوليا) التي تُعتبر  فطرية أو وراثية.
على الرغم من أن صعوبات تعلم الرياضيات توجد عند الأطفال الذين يملكون نسبة ذكاء منخفضة، لكن عسر الحساب يُصيب الأشخاص على اختلاف مستويات نسب الذكاء ويعانون منها غالبًا لكن ليس دائمًا ويعانون من صعوبة مع الوقت, وحسب المقاييس والاستدلال المكاني فإن التقديرات المتعلقة بانتشار عسر الحساب تتراوح بين 3 إلى 6% من السكان، وعسر الحساب لا يتعلق بالضرورة مع صعوبات عليا في الاستدلال الرياضي بالإضافة للعمليات الحسابية، في الواقع إن الأدلة الموجودة خصوصًا من المرضى الذين يعانون من إصابة الدماغ تعطي أن علم الحساب – مثلًا الحسابات والأرقام - و رياضيًا (المنطق المُجرد مع الأرقام) هي قدرات من المُمكن عدم تضمنها في عسر الحساب، فبعض الأبحاث تُجادل أن الشخص مُمكن أن يُعاني صعوبة في الحسابات أو عسر الحساب دون أن يملك ضعف أو حتى قد يملك موهبة في قدراته تجاه الاستدلالات الرياضية المُجردة.

## تاريخ المصطلح
تاريخ المصطلح يعود على الأقل لـ 1949، فالإعاقات العقلية المتعلقة بالرياضيات تم تعريفها في الأصل على حالات للدراسة مع مرضى يعانون من صعوبات مُحددة للحساب نتيجة لضرر بمناطق مُعينة من الدماغ أكثر شيوعًا, وعسر الحساب يحدث بشكل تنموي كصعوبة تعلم تتعلق بالجينات تؤثر على قدرات الشخص في الفهم, التذكر, أو ضرب الأعداد أو حقائق الأرقام (مثال جدول الضرب).
المصطلح عادةً يُطلق للإشارة بشكل خاص على عدم القدرة لتأدية العمليات الحسابية, لكنه أيضًا تم تعريفه من قِبل بعض المتخصصين في التعليم وعلماء النفس الإدراكي مثل Stanislas Dehaene وَ Brian Butterworth على أنه عدم القدرة الأساسية على تصور الأرقام كمفاهيم مجردة من الكميات النسبية (نقص في الحس الرقمي) والتي تعتبرها هذه الأبحاث على أنها المهارة الأساسية التي تُبنى عليها القدرات الرياضية الأخرى.

## أصل المصطلح Dyscalculia
عسر الحساب أو Dyscalculia أتت من اللغة اليونانية و اللاتينية والتي تعني العد بشكل سيئ، المقدمة في الكلمة "dys" تعني في اللغة اللاتينية والإغريقية سيئ وَ "Calculia" مُنحدرة من اللاتينية "calculare" والتي تعني العد، كلمة الحساب "calculare" آتية من "calculus" مصغر calx والتي تعني الحجر، والتي تعني حصية أو واحدة من العداد في المعداد (جهاز تعليم العد).

## الأعراض
العرض المُبكر لظهور عسر الحساب هو عجز في ما يُسمى subitizing.rn وهي ظاهرة لقدرة الشخص على معرفة عدد صغير من العناصر بشكل تلقائي دفعةً واحدة، subitizing هي القدرة على معرفة كم عدد العناصر الموجودة في مجموعة صغيرة بشكل تلقائي بدون عدها وهي قدرة فطرية تظهر مع الإنسان الطفل منذ ولادته، وتتواجد الدارات المتماثلة homologous circuits لدى الرئيسيات، كما تملك العديد من الحيوانات الأخرى قدرة مشابهة؛ فمن الواضح أن هناك قيمة survival value في معرفة كم عدد المفترسات ... إلخ
الطفل البشري يستطيع عادة عد ثلاثة عناصر بشكل تلقائي, و العدد يكبر معه كلما نضج في السن. لذلك معظم البالغين يستطيعون عد خمسة عناصر أو أكثر بشكل تلقائي على أية حال, فالأطفال المُصابين بعسر الحساب يقومون بعد عناصر أقل بشكل تلقائي وحتى لو عدوها بشكل سليم فإنهم يأخذون وقت أطول لمعرفة الرقم بشكل لا يتطابق مع أقرانهم في السن، وهناك أعراض أخرى مثل صعوبة في قراءة الساعة, وفي الحالات الشديدة عدم القدرة حتى على تحديد أيًا من العددين هو الأكبر قيمة. أيضًا صعوبات مُتكررة مع الحساب، صعوبة في المهام اليومية كقراءة الساعة، عدم المقدرة على فهم التخطيط المالي أو وضع الميزانية أحيانًا حتى على المستوى الأساسي، على سبيل المثال تقدير تكلفة العناصر الموجودة في سلة التسوق أو موازنة دفتر الشيكات، صعوبة مع جدول الضرب, الطرح, الجمع, القسمة, الحسابات العقلية. صعوبة في تصور الوقت و الحكم في تحديد كم مر من الوقت قد يكون متأخر جداً أو في وقت مُبكر، مشاكل في التفرقة بين اليسار وَ اليمين، عدم القدرة على التخيل الذهني، صعوبة في قراءة النوتات الموسيقية.
الشخص المُصاب بعسر الحساب قد ينجح بشكل ممتاز في حقل الكتابة, الكُتاب و الصحفيين فوق المعدل هم أكثر عرضة للإصابة بهذا المرض، صعوبة في التنقل أو عقلياً فهو يلتفت للخريطة لتحديد مكانه الحالي بدلاً من الاستخدام الشائع في اتخاذ الشمال أي استخدام الخريطة من الأعلى، صعوبة عقلية في تحديد قياس عنصر ما أو المسافة. (مثلًا هل هذا الشيء قياسه 10 أو 20 قدم, 3 أو 6 أمتار بُعدًا)، كذلك عادة عدم المقدرة على فهم أو تذكر مصطلحات الرياضيات, القاعدات, المعادلات و المتسلسلات، عدم المقدرة على التركيز في نصوص عقلية مكثفة، قوة كبت كامنة مُنخفضة, مثلًا حساسية مُفرطة على الإزعاج, الروائح, الضوء و لا يستطيع عدم الاكتراث, تصفية المعلومات غير المرغوبة أو التعابير, و نتيجة لهذا قد يتطور لديهم حس جيد من الخيال (ربما كتعويض إدراكي للنقص في الرياضيات العددية). استذكار خاطئ للأسماء اسم ضعيف، استدراك الوجوه و ربما يستبدلون الاسم باسم يبدَأ بنفس الحرف.

## الأسباب
لم يفهم العلماء بعد أسباب عسر الحساب وقد بحثوا في عدة مجالات؛ بحسب ما تم التوصل إليه حتى الآن
1- عصبيًا: يترافق عسر الحساب مع آفات في التلافيف الزاوية و فوق الحافة عند الوصل بين الفصين الصدغي (الزمني) والجداري من القشرة المخية.
2- العجز في الذاكرة العاملة: زعم آدامز وهيتش أن الذاكرة العاملة عامل كبير في الجمع (عملية الجمع) العقلي، انطلاقًا من هذه القاعدة أجرى جيري دراسة اقترحت أن هناك عجز في الذاكرة العاملة عند الذين يعانون من عسر الحساب، لكن مشاكل الذاكرة العاملة مختلطة مع صعوبات التعلم العامة، لذلك فقد لا يكون اكتشافات جيري نوعية لعسر الحساب بل قد تنعكس على عجز تعليمي أكبر.
3- يمكن أن تكون الأسباب أخرى:
أن تكون الذاكرة قصيرة الأمد مضطربة أو ضعيفة، مما يجعل من الصعب تذكر الحسابات.
أظهرت الدراسات أن الاضطرابات الخلقية أو الوراثية قد تكون سببًا لعسر الحساب؛ لكن الدليل غير ملموس بعد.
أيضًا متلازمة غريستمان: عسر الحساب أحد الأعراض المعقدة المكتسبة بعد ضرر التلفيف الزاوي.

## العلاج
بعض الأشخاص المُصابين بعسر الحساب دعوا إلى التحول في الاتجاهات المتفاوتة بدلًا من أن الإعاقة يجب أن تُعالج أو يبرَأ منها، إن استطاعوا إظهار موهبة في مجالات أخرى كالمهارات الفنية. وتم إنشاء برامج تهدف لإصلاح أو مُعالجة عسر الحساب.

### شكل من العلاج التعليمي
العلاج العصبي الحسي التعليمي من الممكن أن يكون علاج فعَال؛ فإن دراسة نُشرت في علم الأحياء الحالي لاكتشاف جدوى استخدام المحفزات غير الداخلية للفص الأعلى للدماغ خلال عملية التعليم العددية لتطوير القدرات الحسابية بشكل انتقائي باستخدام التحفيز الكهربائي المُباشر الجاري عبر الجمجمة (TDCS) و أثبتت تحسن بعد مرور ستة أشهر.